# Bryan Washington
Bryan Washington (nascido em outubro de 1993) é um escritor americano. Ele publicou sua coleção de contos de estreia, Lot, em 2019 e um romance, Memorial, em 2020.

## Infância e educação
Washington nasceu em outubro de 1993 em Kentucky e mudou-se para Katy, Texas, quando tinha 3 anos.  Ele sabia que era gay desde muito jovem, mas não se assumiu formalmente, temendo ser estigmatizado. Ele se formou na James E. Taylor High School em 2011. Washington se formou na University of Houston com bacharelado em inglês e continuou seus estudos na University of New Orleans, onde se formou com um MFA.

## Carreira
Lot, uma série de contos interconectados ambientados em Houston, foi publicado em 2019 pela Riverhead. O livro centra-se em parte em Nicolás, um jovem de ascendência mista afro-americana e latino-americana que trabalha no restaurante de sua família enquanto tenta lidar com sua sexualidade. O livro foi o vencedor do Prêmio Ernest J. Gaines de Excelência Literária de 2019, do Prêmio Dylan Thomas de 2020, e do Prêmio Literário Lambda de 2020 de Ficção Gay.
O romance de estreia de Washington, Memorial, foi publicado em 27 de outubro de 2020. Antes da publicação, A24 comprou os direitos de adaptação do romance para a televisão, com Washington adaptando seu romance.
Washington leciona em inglês na Rice University, onde em julho de 2020 foi nomeado George Guion Williams Writer in Residence e Scholar in Residence for Racial Justice.

### Livros
- Lot: Stories. [S.l.]: Riverhead Books. 2019. ISBN 978-0-525-53367-2
- Memorial: A Novel. [S.l.]: Riverhead Books. 2020. ISBN 978-0-593-08727-5

### Ficção e ensaios
- Washington, Bryan. «How Many». Flash Fiction. The New Yorker
- Washington, Bryan. «Heirlooms». Fiction. The New Yorker
- Washington, Bryan. «Foster». Fiction. The New Yorker
- Washington, Bryan. «Arrivals». Fiction. The New Yorker (July 11 & 18, 2022)